# Eddie Eagan
Eddie Eagan, Edward "Eddie" Patrick Francis Eagan, född 26 april 1897 i Denver, Colorado, död 14 juni 1967 i Rye, New York var en amerikansk idrottsman.
Eagan är den förste idrottare som tagit medalj i både sommar- och vinter-OS.
Eagan tävlade i boxning vid sommarspelen 1920 i Antwerpen och tog guldmedaljen i lätt tungvikt. Han vann Amateur Athletic Union-titeln 1919 och blev den första amerikan som blev brittisk amatörmästare. Han boxades även i olympiaden 1924 i Paris, men förlorade i första omgången mot Arthur Clifton.
Eagan återkom till Olympiska spelen åtta år senare, 1932 i Lake Placid, och var då med i Billy Fiskes guldlag i bob.